# Anthony Jackson
Anthony Jackson (New York, 23 juni 1952) is een Amerikaans bassist. Door hen, die zijn spel kennen, muzikanten zowel als niet-muzikanten, wordt hij beschouwd als een meester, die de technische en idiomatische grenzen van het instrument heeft verlegd. Hij is de drijvende kracht geweest achter de zessnarige basgitaar, nog vóórdat de vijfsnaar ingeburgerd was.
Anthony Jackson begon zijn muzikale loopbaan als tiener met piano om vervolgens gitaar te gaan spelen. Beïnvloed door James Jamerson ging hij basgitaar spelen.
Als 18-jarige speelde hij als sessiemuzikant met Billy Paul. Hij werd in 1973 bekend met For the Love of Money (onder andere een hit van The O'Jays). Hij heeft op talrijke albums als gast meegespeeld zoals voor Michel Camilo, Al Di Meola (Elegant Gypsy), Donald Fagen (The Nightfly), Roberta Flack (Feel like making love), Chaka Khan, Steely Dan (Gaucho), Paul Simon.
Hij speelde en werkte samen met vele belangrijke jazz-grootheden als Michel Petrucciani, Mike Stern, Chick Corea (Leprechaun), Pat Metheny, Till Brönner, Bireli Lagrene, Buddy Rich, Michal Urbaniak en vele anderen.
- Bibliothèque nationale de France: cb13926489p (data)
- Gemeinsame Normdatei: 134415159
- International Standard Name Identifier: 0000 0001 1479 6466
- Library of Congress Control Number: nr91044013
- MusicBrainz: 9c24fa40-717a-40b5-a421-d8e0e27b6d1d
- Nationale Bibliotheek van Tsjechië: xx0082653
- Nationale Bibliotheek van Israël: 987007322843805171
- Nederlandse Thesaurus van Auteursnamen: 296652873
- Système universitaire de documentation: 151168806
- Virtual International Authority File: 107599268
- WorldCat: E39PBJjXgWBk6ctHqb4bxv34v3